# Wolf Alice
Wolf Alice is een Engelse indie alternatieve rockband. De band werd in 2010 opgericht als akoestisch duo. In 2015 verscheen het debuutalbum My love is cool, gevolgd door Visions of a life in 2017. Wolf Alice is genomineerd voor verschillende prijzen en onderscheidingen. De band won in 2016 tweemaal een NME Award, in de categorieën Best Live Band en Best Track. In 2018 ontving Wolf Alice de Mercury Prize voor het album Vision of a life.
In 2016 werd de documentaire On the road gemaakt door filmregisseur Michael Winterbottom. In de documentaire wordt de band gevolgd tijdens een tournee, bekeken vanuit het perspectief van een fictieve roadie. De première werd vertoond op het Filmfestival van Londen op 9 oktober 2016.

## Prijzen en onderscheidingen
| Onderscheiding     | Jaar | Titel             | Categorie                |
| ------------------ | ---- | ----------------- | ------------------------ |
| iTunes Store       | 2015 | Wolf Alice        | Best new artist/band     |
| Mercury Prize      | 2018 | Visions of a life | —                        |
| NME Awards         | 2016 | Wolf Alice        | Best live band           |
| NME Awards         | 2016 | Giant peach       | Best track               |
| UK Festival Awards | 2014 | Wolf Alice        | Best breakthrough artist |

## Discografie

### Albums
| Titel             | Uitgebracht       | Label     | Hitlijsten | Hitlijsten | Hitlijsten |
| Titel             | Uitgebracht       | Label     | BE (VL)    | NL         | VK         |
| ----------------- | ----------------- | --------- | ---------- | ---------- | ---------- |
| My Love Is Cool   | 22 juni 2015      | Dirty Hit | 148        | 83         | 2          |
| Visions of a life | 29 september 2017 | Dirty Hit | 91         | 133        | 2          |
| Blue Weekend      | 4 juni 2021       | Dirty Hit | 52         | 96         | 1          |

### Ep's
| Titel          | Uitgebracht    | Label      |
| -------------- | -------------- | ---------- |
| Wolf Alice     | 2010           | —          |
| Blush          | 7 oktober 2013 | Chess Club |
| Creature Songs | 26 mei 2014    | Dirty Hit  |
| Blue Lullaby   | 24 juni 2022   | Dirty Hit  |

### Singles
| Album                    | Titel                      | Uitgebracht | Hitlijsten | Hitlijsten | Hitlijsten |
| Album                    | Titel                      | Uitgebracht | BE (VL)    | NL         | VK         |
| ------------------------ | -------------------------- | ----------- | ---------- | ---------- | ---------- |
| —                        | Fluffy                     | 2013        | —          | —          | —          |
| Blush                    | She                        | 2013        | —          | —          | —          |
| Creature Songs           | Moaning Lisa smile         | 2014        | —          | —          | —          |
| My Love Is Cool          | Giant Peach                | 2015        | —          | —          | —          |
| My Love Is Cool          | Bros                       | 2015        | 58         | —          | 157        |
| My Love Is Cool          | You're a Germ              | 2015        | —          | —          | —          |
| My Love Is Cool          | Freazy                     | 2015        | —          | —          | —          |
| Niet op album verschenen | White Leather/Leaving You  | 2016        | —          | —          | —          |
| My Love Is Cool          | Lisbon                     | 2016        | —          | —          | —          |
| Visions of a Life        | Yuk Foo                    | 2017        | —          | —          | —          |
| Visions of a Life        | Don't Delete the Kisses    | 2017        | —          | —          | 100        |
| Visions of a Life        | Beautifully Unconventional | 2017        | —          | —          | —          |
| Visions of a Life        | Heavenward                 | 2017        | —          | —          | —          |
| Visions of a Life        | Formidable Cool            | 2018        | —          | —          | —          |
| Visions of a Life        | Sadboy                     | 2018        | —          | —          | —          |
| Visions of a Life        | Space & Time               | 2018        | —          | —          | —          |
| Blue Weekend             | The Last Man on Earth      | 2021        | —          | —          | 88         |
| Blue Weekend             | Smile                      | 2021        | —          | —          | —          |
| Blue Weekend             | No Hard Feelings           | 2021        | —          | —          | —          |
| Blue Weekend             | How Can I Make It OK?      | 2021        | —          | —          | 93         |
| InVersions 80s           | More Than This             | 2021        | —          | —          | —          |